# Principe Amedeo (cuirassé)
Le Principe Amedeo était un navire cuirassé construit par la Regia Marina italienne dans les années 1860 et 1870. Il était le navire de tête de la classe Principe Amedeo, aux côtés de son navire jumeau Palestro. Il a été posé en 1865, lancé en 1872 et achevé à la fin de 1874. Il était armé d'une batterie principale de six canons de 254 mm (10 po) et d'un canon de 279 mm (11 po). Dernier cuirassé gréé à la voile de la flotte italienne, il disposait d'une seule machine à vapeur capable de propulser le navire à une vitesse légèrement supérieure à 12 nœuds (22 km/h).
Le long temps de construction du Principe Amedeo l'a rendu obsolète au moment où il est entré en service. En conséquence, il a principalement servi de navire de station dans l'empire colonial italien. En novembre 1881, il entre en collision avec le cuirassé Roma lors d'une tempête à Naples. Il a été retiré du service en 1888 et converti en navire de quartier général pour les navires défendant Tarente. Il a été rayé du registre naval en 1895 et ensuite utilisé comme navire de dépôt jusqu'à ce qu'il soit démoli en 1910.

## Conception

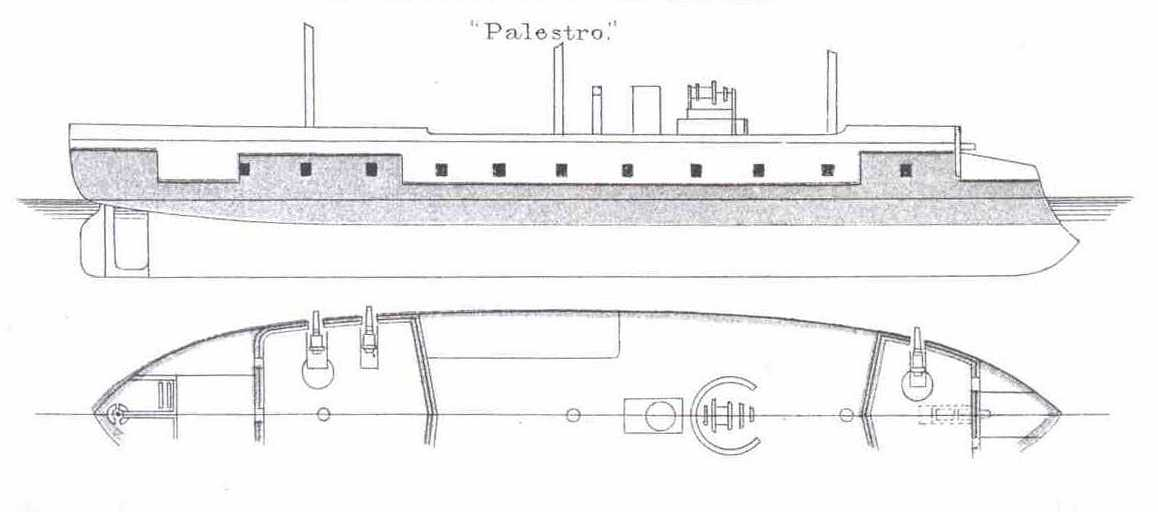
Plan et dessin de profil de Palestro ; Les canons de 10 pouces de Principe Amedeo étaient dans une seule casemate

Principe Amedeo mesurait 79,73 mètres de longueur entre perpendiculaires ; il avait un maître-bau de 17,4 m et un tirant d'eau moyen de 7,9 m . Elle a déplacé 5 761 tonnes longues (5 853  t ) normalement et jusqu'à 6 020 tonnes longues (6 120 t) à pleine charge . Sa superstructure se composait d'un petit château.
Son système de propulsion se composait d'un moteur à vapeur à expansion unique qui entraînait une hélice unique, avec de la vapeur fournie par six chaudières à tubes de fumées cylindriques alimentées au charbon qui étaient ventilées par une seule cheminée placée directement à l'arrière du château. Son moteur a produit une vitesse de pointe de 12,2 nœuds (22,6 km/hh) à 6117 chevaux. Il pouvait parcourir 1.780 milles marins (3.300 km=) à une vitesse de 10 nœuds (19 km/h=). Le navire était gréé en trois-mâts barque pour compléter la machine à vapeur; Principe Amedeo et Palestro étaient les derniers cuirassés gréés à être construits par l'Italie.
Le Principe Amedeo était armé d'une batterie principale de six canons de 10 pouces (254 mm), montés dans une seule casemate blindée placée au milieu du navire, avec trois canons sur chaque flanc. Un canon de 11 pouces (279 mm) était monté à l'avant comme pièce de chasse. Le Principe Amedeo était protégé par une armure de ceinture de fer de 8,7 po (221 mm) d'épaisseur et étendue sur toute la longueur de la coque. Les casemates étaient protégées par un placage de fer de 5,5 po (140 mm) et la petite tourelle avait des plaques de fer de 2,4 po (61 mm) d'épaisseur.